# Scapozygoceropsis albertisi
Scapozygoceropsis albertisi är en skalbaggsart som beskrevs av Stefan von Breuning 1973. Scapozygoceropsis albertisi ingår i släktet Scapozygoceropsis och familjen långhorningar. Inga underarter finns listade i Catalogue of Life.